# Hepiopelmus flavomaculatus
Hepiopelmus flavomaculatus är en stekelart som först beskrevs av Cameron 1903.  Hepiopelmus flavomaculatus ingår i släktet Hepiopelmus och familjen brokparasitsteklar. Inga underarter finns listade i Catalogue of Life.